# A15 (autoestrada)
A A15 ou Autoestrada do Atlântico é uma autoestrada portuguesa, que liga a cidade de Santarém com a cidade de Caldas da Rainha, ligando a sub-região Lezíria do Tejo, localizada na Região do Alentejo, com a sub-região do Oeste, localizada na Região Centro, tendo uma extensão total de 40,2 km.
A A15 foi construída em duas fases. O primeiro lanço abriu em 1995: era ligação de 4 km entre o então IC1 (atual A8) em Caldas da Rainha e a N115 em A-dos-Negros/Gaeiras. Este lanço foi construído pela Junta Autónoma de Estradas e era considerado uma via rápida com perfil de autoestrada (sem portagens), estando numerado como IP6. Em setembro de 1996 o governo português avançou com o lançamento da concessão Oeste, uma concessão de 30 anos. A futura concessionária ficaria incumbida de construir uma autoestrada com portagens entre A-dos-Negros/Gaeiras e Santarém e teria que assegurar a manutenção do troço que já existia (entre Caldas da Rainha e A-dos-Negros/Gaeiras), o qual seria integrado na nova autoestrada. A concessão permitia que fossem introduzidas portagens no troço que já existia (e noutras rodovias da região Oeste), o que gerou uma forte contestação na região, conhecida como a guerra das portagens no Oeste. Em inícios de 1998, o governo chegou a acordo com os contestatários: no que toca a A15, ficou acordado que o troço Caldas da Rainha–A-dos-Negros/Gaeiras não teria portagens para o tráfego local, ou seja para o tráfego que só percorresse esse troço. A concessão Oeste foi atribuída à empresa Auto-estradas do Atlântico e o contrato de concessão foi assinado em dezembro de 1998. O troço de 36 km entre A-dos-Negros/Gaeiras e Santarém foi inaugurado em 9 de outubro de 2001, concluindo a construção da A15.
Como já se disse, a A15 está concessionada à Autoestradas do Atlântico, no contexto da concessão Oeste, uma concessão que termina em 2028. A A15 é uma autoestrada com portagens: entre A-dos-Negros e Santarém todo o tráfego paga portagens, enquanto que entre Caldas da Rainha e A-dos-Negros não há portagens para o tráfego local. Em 2018, um percurso entre Caldas da Rainha e Santarém custava €3,90 em classe 1.
Desde a sua abertura que a A15 é uma autoestrada com pouco tráfego: em 2010 circularam em média 5 611 veículos por dia.

## Estado dos troços
| Troço                                           | Situação                                                                          | km   |
| ----------------------------------------------- | --------------------------------------------------------------------------------- | ---- |
| Caldas da Rainha ( A 8 ) – A-dos-Negros/Gaeiras | Em serviço (1995) como IP 6 Reclassificado (c. 2000) para A 15 (Concessão: Oeste) | 4    |
| A-dos-Negros/Gaeiras – Santarém ( A 1 )         | Em serviço (9 de outubro de 2001) (Concessão: Oeste)                              | 36,2 |

A concessão Oeste está atribuída à empresa Autoestradas do Atlântico. Esta concessão começou em 1998 e termina em 2028.
O troço Caldas da Rainha (A8)–A-dos-Negros/Gaeiras foi construído pela Junta Autónoma de Estradas (aberto em 1995) e foi mantido por esta agência governamental até à criação da concessão Oeste em 1998. Originalmente, este lanço não tinha numeração de autoestrada, estando sinalizado como IP6 em toda a sua extensão. Após a criação da concessão Oeste foi integrado na A15.

## Tráfego[7]
| Troço                                  | Tráfego médio mensal, setembro de 2016 |
| -------------------------------------- | -------------------------------------- |
| Arnóia (A8) – A-dos-Negros             | 6.315                                  |
| A-dos-Negros – Rio Maior Oeste (IC2)   | 4.294                                  |
| Rio Maior Oeste (IC2) – Rio Maior Este | 4.000                                  |
| Rio Maior Este – Malaqueijo            | 4.493                                  |
| Malaqueijo – Santarém (A1)             | 5.050                                  |

## Saídas

### Caldas da Rainha – Santarém
| Número da saída                   | km | Nome da saída                                    | Estrada que liga |
| --------------------------------- | -- | ------------------------------------------------ | ---------------- |
| \| 1                              | 0  | Nó de Arnóia Leiria / C. Rainha Lisboa / Óbidos  | A 8              |
| 2                                 | 4  | Gaeiras A-dos-Negros                             | N 115            |
| Praça de Portagem de A-dos-Negros |    |                                                  |                  |
| 3                                 | 13 | Landal A-dos-Francos                             |                  |
| 4                                 | 18 | Rio Maior (oeste) Asseiceira / Alcoentre         | IC 2             |
| 5                                 | 22 | Rio Maior (este) Ribeira de São João             | N 114            |
| 6                                 | 29 | Malaqueijo Arruda dos Pisões São João da Ribeira |                  |
| 7                                 | 40 | Porto / Torres Novas Lisboa / Santarém           | A 1              |

## Áreas de serviço
- Área de Serviço de Rio Maior (km 23,4)